# Royal Plaza
Royal Plaza es un centro comercial ubicado entre la carretera Panamericana Norte y la avenida Carlos Izaguirre, en el distrito de Independencia, ciudad de Lima, capital del Perú. Asimismo, está situado en una zona disputada con el distrito de San Martín de Porres.
Fue el primer centro comercial de Lima Norte, donde también, ingresaron por primera vez varias franquicias extranjeras a esta zona de la ciudad como: KFC, Burger King y McDonald's.  

## Historia
La construcción inició en 2001, y fue inaugurado en julio de 2002 y está ubicado en la zona norte de la ciudad de Lima, la cual es una de las zonas con mayor poder adquisitivo de la ciudad, y es por este motivo que fue Royal Plaza, junto al Mega Plaza Lima Norte, fueron los dos primeros y principales centros comerciales en abrir en la zona norte de Lima.
El hipermercado Metro que antes operaba frente al centro comercial, inaugurado en 1997, era el establecimiento de Corporación Wong que más ingresos generaba y la tienda más grande de la marca. Tras incumplimientos en el alquiler del terreno, fue retirado en el año 2008 y reemplazado por un supermercado Plaza Vea. Metro logró poco después inaugurar una tienda en un terreno del grupo Ormeño ubicado al lado del antiguo local.

## Interior
Royal Plaza cuenta con dos hipermercados Metro y Plaza Vea, salas de cine operadas por Cineplanet y un patio de comidas operado por KFC, Burger King, McDonald's, Pizza Hut, etc, además de algunas tiendas menores.

## Incidentes
El centro comercial fue escenario del Tiroteo de Lima de 2017, en el que murieron cinco personas incluyendo el perpetrador.
El 26 de enero de 2025, un incendio afectó varias tiendas dentro del centro comercial. El siniestro se registró en la tarde y requirió la intervención de unidades de bomberos para controlar las llamas.